# Steingarden
Steingarden sind Nunatakker im ostantarktischen Königin-Maud-Land. Sie ragen im südöstlichen Teil des Fimbulheimen auf. Zu ihnen gehören die Bautasteinane und der Dommarringen.
Norwegische Kartographen nahmen ihre Benennung vor, die aus dem Norwegischen übersetzt soviel bedeutet wie Steinerne Wächter.